# Anisotremus surinamensis
Anisotremus surinamensis är en fiskart som först beskrevs av Bloch, 1791.  Anisotremus surinamensis ingår i släktet Anisotremus och familjen Haemulidae. Inga underarter finns listade i Catalogue of Life.

## Bildgalleri

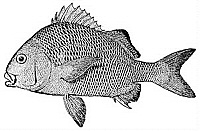